# شهرستان مونتکالم (میشیگان)
شهرستان مونتکالم، میشیگان (به انگلیسی: Montcalm County, Michigan) یک سکونتگاه مسکونی در ایالات متحده آمریکا است که در میشیگان واقع شده‌است.